# 影谷かおり
影谷 かおり（かげたに かおり、1980年3月18日 - ）は、サンテレビジョンの女性アナウンサー。血液型O型。

## 略歴
鳥取県米子市出身。立命館大学文学部卒業後、地元の新日本海新聞社に入社。
およそ1年で退社後、大学時代を過ごした関西へ移り、NHK京都放送局契約キャスターとして夕方のニュース番組を1年間担当した。2004年にサンテレビ入社、現在に至る。
サンテレビでは地上デジタル放送推進大使『TEAM2011』の一員として活動している。
2010年10月10日、神戸市在住の一般男性と結婚。後に懐妊したため、2017年1月頃から産前産後休暇を取得していた。2018年4月18日の『SUN-TVニュース』で、アナウンサーとしての活動を再開。2021年4月頃から産前産後休暇を取得していた。2022年5月10日の『NEWS×情報 キャッチ+』（ナレーション）で、アナウンサーとしての活動を再開。

## 人物
- 趣味は歌舞伎・映画鑑賞、寺社めぐり。
- 高校時代は放送部に所属。

## 出演番組

### 現在
- SUN-TVニュース（不定期）
- こちらサンテレビです（番組審議会からの報告番組、原則として毎月最終日曜日の夜間に5分間放送）

### 過去
- ニュース610 京いちにち（NHK京都放送局の契約キャスター時代に担当）
- ニュースシグナル（『NEWS PORT』の前身番組、木・金曜サブキャスター）
- キラリけいざい（2011年 - 、キャスター、金曜日22時30分 - 23時）
- ひるカフェ（2012年4月 - 2013年9月、MC）
- ええじゃないか。（三重テレビ制作、サンテレビのサービスエリア・兵庫県内でロケを実施した回に登場）
- NEWS PORT - サブキャスター
  - 月 - 水曜担当（2012年4月2日 - 2016年3月23日）
  - 全曜日担当（2016年3月28日 - 12月29日）
- 情報スタジアム 4時!キャッチ 金曜日（ニュースキャスター、2020年4月3日 - 2021年3月19日）